# Geraldo (Prefeito da Baviera)

## Geraldo de Baviera
Geraldo de Baviera (morto a 1 de setembro de 799 d.c.) foi um nobre e militar de origem alemã, cunhado de Carlos Magno, que desempenhou um papel significativo na história da Baviera e nas campanhas contra lombardos, eslavos e saxões. A sua figura está ligada ao processo de integração da Baviera ao Reino Franco, assim como à luta contra os Ávaros.

## Família e Início de Vida
Geraldo era filho de Geraldo I de Vintzgau e de Ema, e irmão de Hildegarda, segunda esposa de Carlos Magno, que faleceu em 783. Era membro de uma importante família nobre da Alemanha.

## Carreira Militar
Geraldo participou ativamente das campanhas militares de Carlos Magno, especialmente na campanha da Itália de 773-774 contra os lombardos. Além disso, os seus vestígios históricos são encontrados em documentos de 786 e 790, onde é referido como conde em Baar (Bertoldsbaar).
Geraldo foi responsável por grandes doações nas regiões do Neckar e no vale superior do Danúbio (próximo a Sigmaringen, Rottweil e Horb) em benefício da Abadia de Reichenau e de Saint-Gall. Também participou em campanhas contra os eslavos e saxões, e a sua bravura foi fundamental para a integração da Baviera ao Reino Franco, especialmente na luta contra Tassilão III, o último duque agilolfíneo da Baviera.

## Ascensão e Administração
Após a deposição de Tassilão em 788 e, posteriormente, em 791, Geraldo foi nomeado prefeito da Baviera. Seu parentesco distante com os Agilolfingos provavelmente contribuiu para sua ascensão à posição. Durante seu tempo no poder, ele esteve envolvido nas batalhas contra os Ávaros, tendo a sua ação sido reconhecida por Carlos Magno, que o manteve à frente das campanhas com Eric de Friuli e Pepino de Itália, seu sobrinho.
A partir de 796, devido ao sucesso das campanhas, Geraldo provavelmente assumiu a administração da parte norte do império dos Ávaros.

## Morte e Legado
Geraldo morreu em 799, na Panônia, durante uma batalha contra os Ávaros, tal como Eric de Friuli. Está enterrado em Reichenau (Augia, em latim). A sua morte marcou o fim de uma importante figura na história da Baviera e das campanhas de Carlos Magno.